# Aceria heteronyx
Aceria heteronyx je roztoč vytvářející hálky na větvičkách stromů. Organismus patří do čeledě vlnovníci (Eriophyidae), řádu sametkovci (Prostigmata).

## Popis
Vlnovník je červovitý čtyřnohý organismus, bezbarvý nebo oranžové barvy, 0,1–0,4 mm velký. Hálky jsou 2–3 mm velké.

### Výskyt v Evropě
Především střední Evropa, Itálie.

## Výskyt v Česku
Běžný druh.

## Hostitel
Rod javor.

## Příznaky
Hálky na letorostech.

## Význam
Poškození může být vstupní branou infekce.

## Ochrana rostlin
Obvykle není nutná. V jarním období lze použít akaricidy (např. Omite 30W).